# Носки

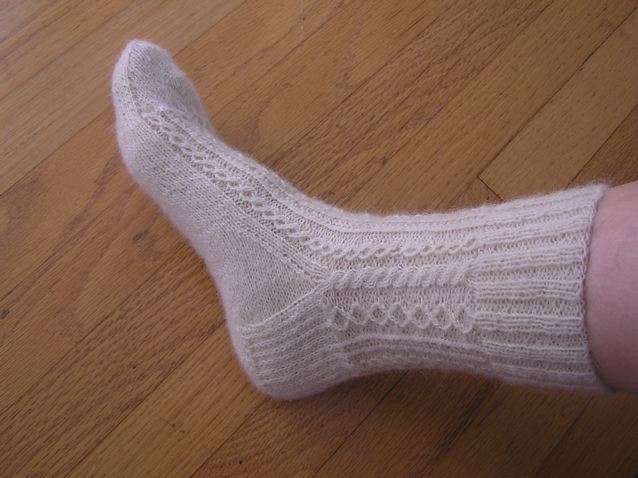
Носок ручной вязки, надетый на ногу

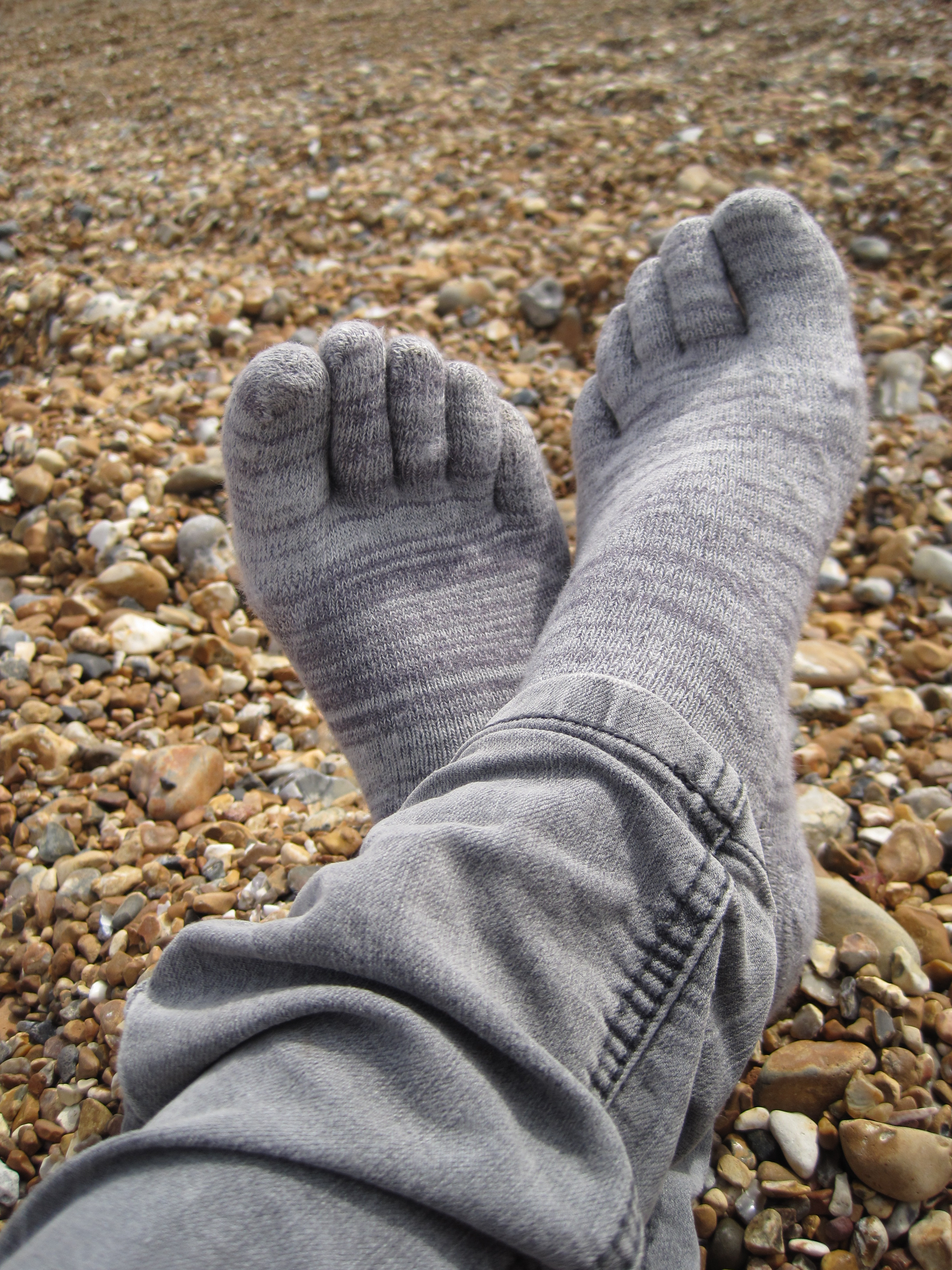
носки-перчатки (носки с пальцами)

Носки́ — вид нательного белья, короткий чулок, не доходящий до колена. Парный тканевый предмет одежды, предназначенный для ношения на ногах человека. Некоторые виды обуви обычно носят поверх носков. В древние времена носки делали из кожи или спутанных волос животных. В конце XVI века появились носки машинного вязания. С начала XIX века машинное вязание стало преобладающим методом в изготовлении носков.

## Этимология
Слово «носок» во многих германских языках (например, в английском, датском) происходит от названия специальной обуви «сокк» (лат. soccus) для актёров комедии в Древнем Риме. Латинское название в свою очередь происходит от древнегреческого sykchos.

## Изготовление носков
Носки обычно делаются из хлопка, шерсти и других натуральных волокон, а также из химических и синтетических волокон и их сочетаний, в том числе с добавлением эластана. При производстве носков иногда применяют антибактериальные и ароматические пропитки (ментоловые носки). Носки, как правило, трикотажные или вязаные, фабричного производства или ручной работы. Состоят из следующих частей: борт (двойной или одинарный), паголенок, пятка (высокой или низкой, реверсной или круговой, классической или Y-образной, левой и правой), следа, кольцевого усиления и мыска. Участок мыска технически абсолютно идентичен участку пятки.
Носки бывают мужскими, женскими, подростковыми и детскими. Все эти виды различаются по размерам, виду сырья, способу изготовления, виду переплетения и расцветке.
По способу изготовления носки подразделяются на: изготовленные на круглочулочных автоматах (без шва по задней части изделия) и на котонных (плоскочулочных) машинах (со швом по задней части изделия). Некоторые виды носков вырабатываются на плоских фанговых машинах, такие носки вместо мыска могут вырабатывать пальцы наподобие перчаток, только для ног, для каждого отдельного пальца, так и для групп, наподобие варежек. Большинство носков с круглочулочных автоматов имеют мысок и пятку, отсутствие или наличие мыска или пятки определяется дизайнерской идеей носка и не регламентировано государственными стандартами.
Мыски и пятка, как правило, усилены капроновой нитью. Мысок носка с круглочулочного автомата может содержать в себе шов, которым было зашито мысочное отверстие. Закрытие мысочного отверстия в процессе производства может осуществляться различными способами (швом, кеттельным швом, перекручиванием) как ручным, так и автоматическим способом, кеттельный шов в этом случае отличается лучшим качеством, так как обладает меньшей толщиной по сравнению с обычным швом.
Носки с котонных машин выпускаются с усилением следа, мыска и пятки из синтетического шёлка, хлопчатобумажной пряжи, из смеси хлопка с синтетическим шёлком, на хлопчатобумажной пряже, скрученной с синтетическим шёлком. В носках из искусственного шёлка усиление на удлинённом участке высокой пятки производится нитью искусственного шёлка. Носки из синтетического шёлка выпускаются без усиления на удлинённом участке высокой пятки.
Большая часть носков в мире выпускается на круглочулочных автоматах.
После вязания полуфабриката или готового носка необходимо стабилизировать петельную структуру трикотажа. Для этого носки подвергают отлёжке (неподвижное хранение на промежуточных участках производства). После отлёжки, при необходимости, у полуфабрикатов зашивают мысочное отверстие с изнаночной стороны, затем их выворачивают на лицевую сторону и подвергают влажно-тепловой обработке. Носки надевают на алюминиевые формы, нагревают, обдают паром, высушивают и снимают с форм ручным или автоматическим способом. Этот процесс называют формированием изделия.
После формирования изделия подбирают в пары, так как возможны отклонения по линейным параметрам в уже готовых изделиях. После чего их упаковывают.
Округ Датанг в городском уезде Чжуцзи в провинции Чжэцзян (Китай), стал известен как «город Носок». В настоящее время город производит 8 миллиардов пар носков в год, что составляет треть мирового производства носков. В 2011 году в нём было создано по две пары носков для каждого человека на планете.

## История носков

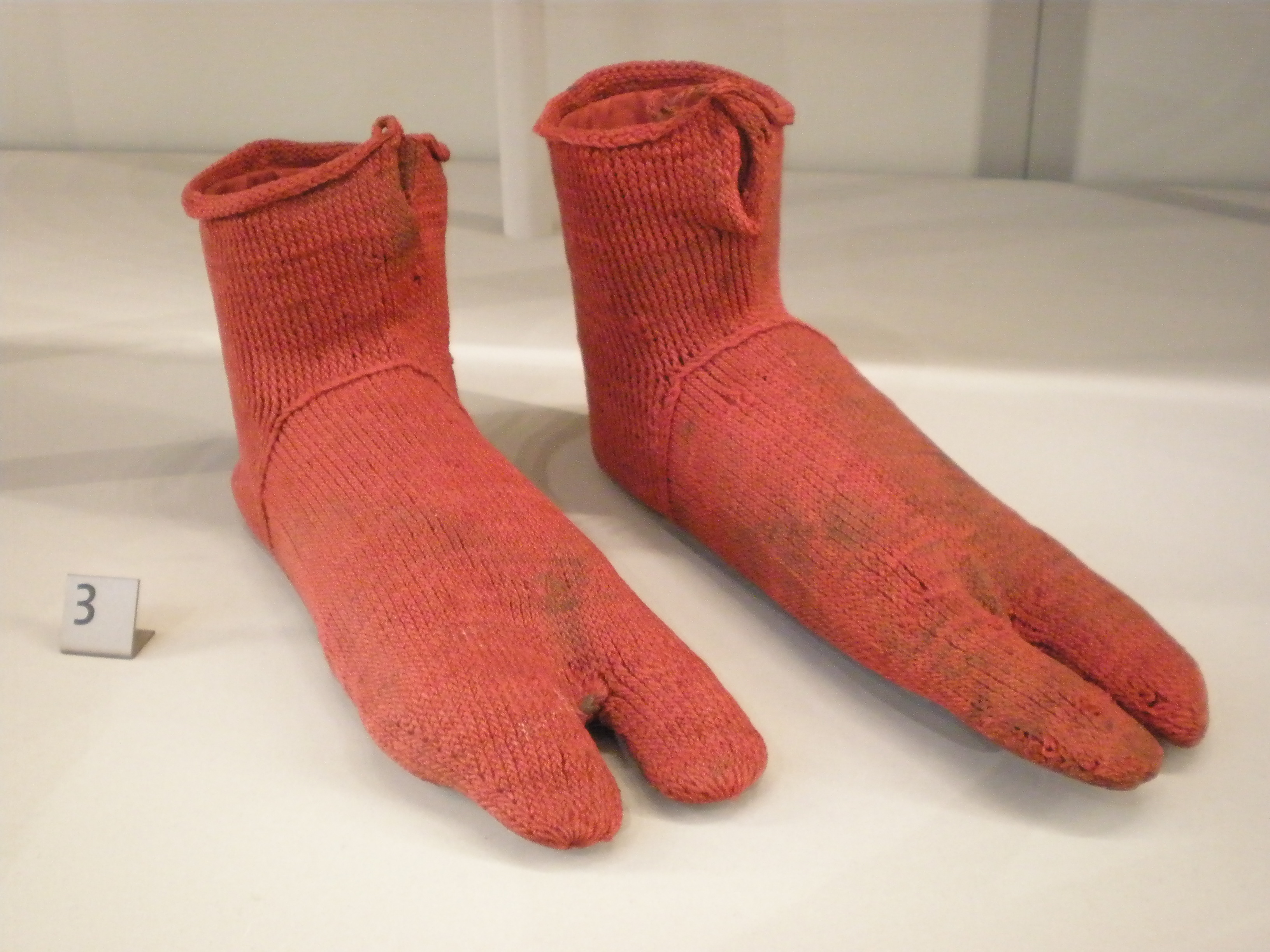
Вязаные носки IV—V веков, найденные в Египте в конце XIX века

Носки развивались на протяжении веков с самых ранних моделей, которые были сделаны из шкур животных, собранных и обвязанных вокруг лодыжек. По словам греческого поэта Гесиода, в VIII веке до нашей эры, древние греки носили носки под названием «piloi», которые были сделаны из спутанных животных волос. Римляне, например, обворачивали свои ноги кожаными или льняными тканями. Во II веке н. э. римляне начали шить ткани вместе, создавая подошвы под названием «udones».
К V веку н. э. носки, называемые «путти» (подобие портянок), носили святые люди в Европе, чтобы символизировать чистоту.
В средние века длина брюк была увеличена, а носки стали более плотными, покрывающей нижнюю часть ноги. Так как носки не имели эластичной ленты, подвязки располагались чуть выше, чтобы они не падали (подобно пуантам). Когда штаны стали короче, носки стали становиться длиннее (и дороже). К 1000 году н. э. носки стали символом богатства среди дворян. С XVI века орнамент на лодыжке или стороне носка назывался «часами».

### Промышленное изготовление носков
Изобретение трикотажной машины в 1589 году означало, что носки можно вязать в шесть раз быстрее, чем вручную. Тем не менее, вязальные машины и ручные вязальщицы работали плечом к плечу вплоть до 1800 года. Следующей революцией в производстве носков было введение нейлона в 1938 году. До тех пор носки обычно изготавливались из шелка, хлопка и шерсти. Нейлон стал началом смешивания двух или более нитей в производстве носков, процесс, который продолжается и сегодня.

## Применение

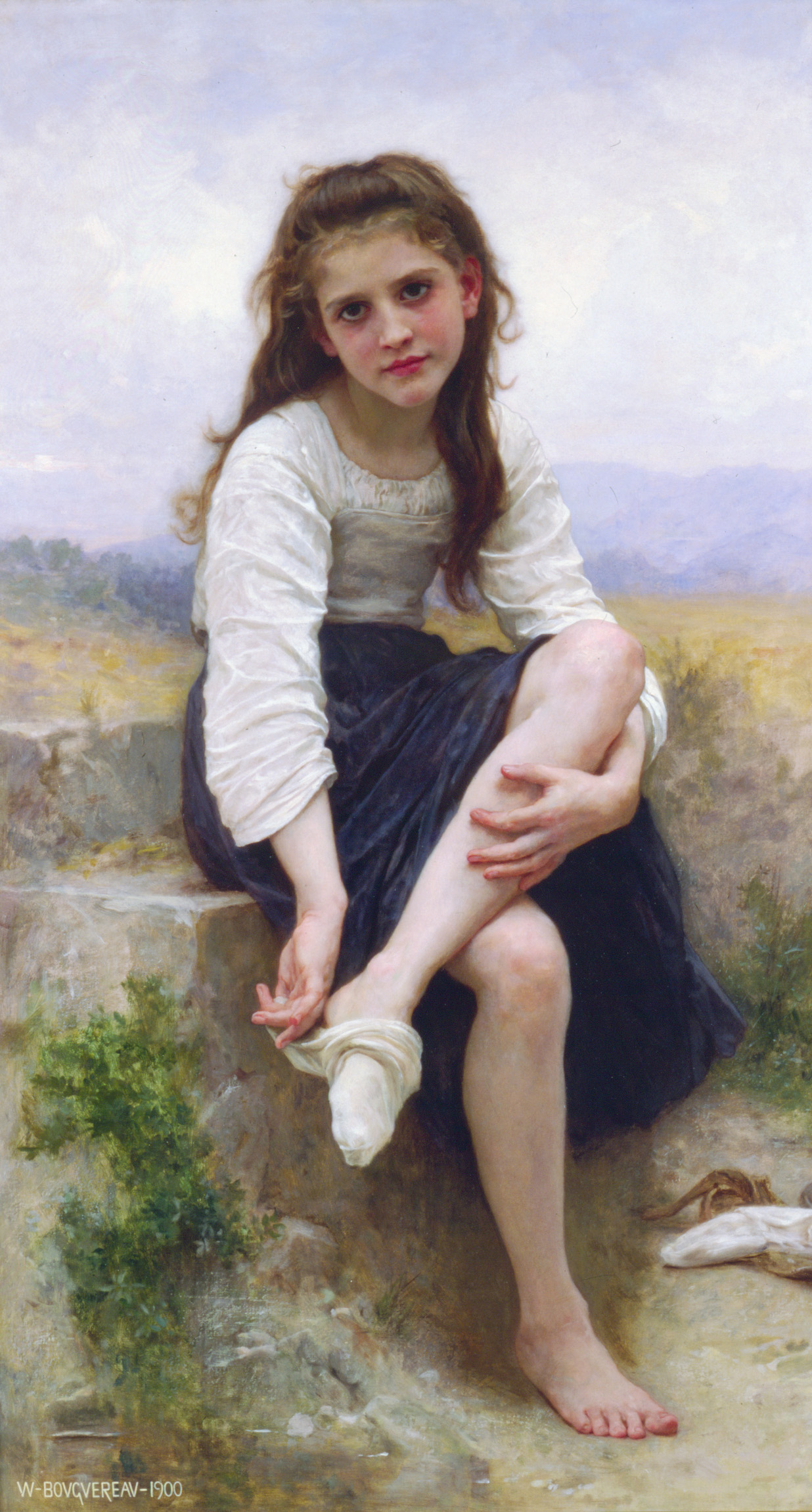
Вильям Бугро «Перед купанием» (1900)

Носки являются важным предметом гигиены. Носки используются для более комфортного расположения ног в обуви и предотвращения её преждевременного изнашивания, в холодное время — также для сохранения тепла. Раньше с этой целью часто применяли портянки, однако в настоящее время носки заняли доминирующую роль в этой нише.
Носки используются в помещениях без обуви, допускается использование без обуви на придомовой территории.
Толстые вязаные шерстяные носки помогают «согреть» ноги (сохранить естественное тепло) в плохо отапливаемом жилище в холодное время года.
В условиях Крайнего Севера аборигенами традиционно использовались меховые носки, изготовленные из оленьей шкуры — однако они быстро изнашивались и являлись малопригодными для ношения в условиях сырой погоды (они боялись влаги и крайне плохо переносили сушку). В результате, в XX веке было освоено изготовление меховых носков из овчины (получивших распространение среди охотников-промысловиков).

## Значение для стиля одежды
Лучшие цвета носков под классический костюм — это тёмно-синий, тёмно-серый, тёмно-зелёный и чёрный, то есть темнее цвета костюма.
Также носки бывают в полоску, в клетку и с любым другим рисунком. Однако носить их лучше со спортивными брюками или джинсами, так как не всякие носки подойдут к строгому костюму.
Чёрные носки — универсальны. Подходят не только к деловому костюму, но и к джинсам и спортивному костюму.
Ношение носков с сандалиями в европейской культуре считается спорным с точки зрения моды.

## Таблица размеров
| Носочный размер (метрический) | Обувной размер (штихмассовый) |
| ----------------------------- | ----------------------------- |
| 23 женский                    | 35-37                         |
| 25 женский                    | 38-40                         |
| 25 мужской                    | 39-40                         |
| 27                            | 41-43                         |
| 29                            | 44-46                         |
| 31                            | 47-48                         |
| 23-25                         | 36-38                         |
| 25-27                         | 39-41                         |
| 27-29                         | 42-44                         |
| 29-31                         | 45-47                         |

## Национальные виды носков
- Посон — носки, которые надевают с корейским национальным костюмом.
- Таби — традиционные японские носки.